# 中津干潟
中津干潟（なかつひがた、英語: Nakatsu Tidalflat）は、大分県中津市の地先にある干潟および浅海域。
豊前海の干潟は日本国内の干潟の面積の約1割を占めるが、中津干潟はその中心的なものであり、瀬戸内海では最大の規模を誇る。「中津海岸および宇佐海岸」は環境省によって重要湿地に選定されている。

## 地理

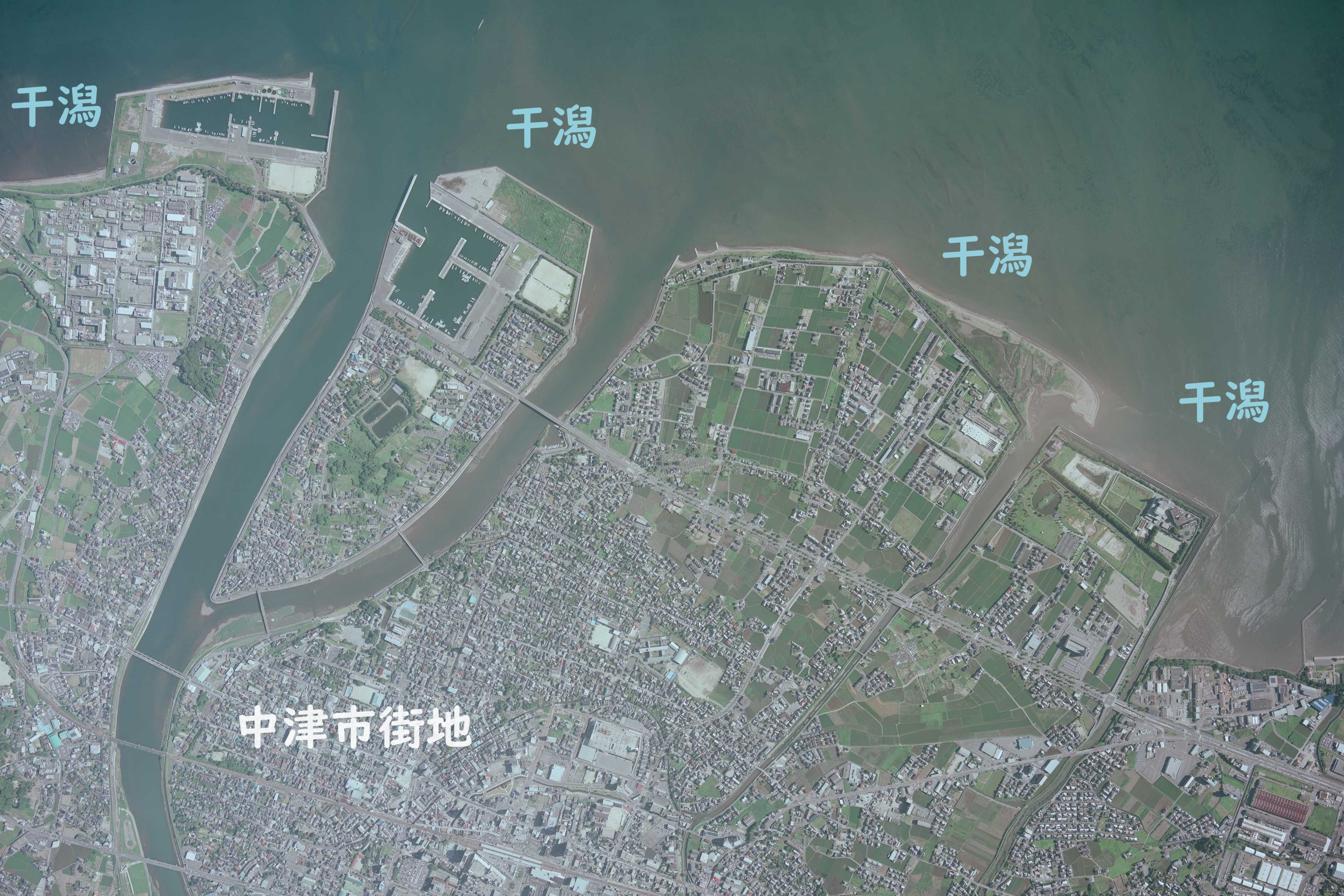
中津市街地と中津干潟（一部）

### 位置
北九州地区から国東半島までの周防灘に面した沿岸には、断続的ではあるが干潟面積では有明海、八代海に次ぐ全国有数の広大な干潟が続いている。中津干潟はそのほぼ中央、福岡県との県境に位置する大分県中津市の沿岸部に位置し、範囲は山国川河口から宇佐市との境界までの間で、小祝海岸や大新田海岸などが含まれる。中津港を間において約10キロメートルの海岸線があり、面積はおよそ1,347ヘクタール。古来中津にはこうした景色が広がり、万葉の時代には「豊葦原中津國」（とよあしはらなかつくに）と呼ばれた。

### 塩性湿地
大新田海岸は干拓地で、干潮時に一面に現れる干潟は場所によっては沖合約2キロメートルから3キロメートルに及ぶ。地質は砂地や泥地、それらの混じり合った砂泥の部分や、小石が広がる場所など多様な塩性の湿地帯である。人間が楽に歩けるところもあれば、足を泥に取られる場所もある。
河口域に広がる塩性湿地は、水を浄化したり波を和らげたりする働きを持ち、こうした環境のため、多彩な生物相がみられる。生息する生物種の数は熱帯雨林に匹敵すると分析されている。中津干潟の調査活動を行ってきた「NPO法人水辺に遊ぶ会」はこれを「多くの生き物たちにとってのサンクチュアリー」と評した。

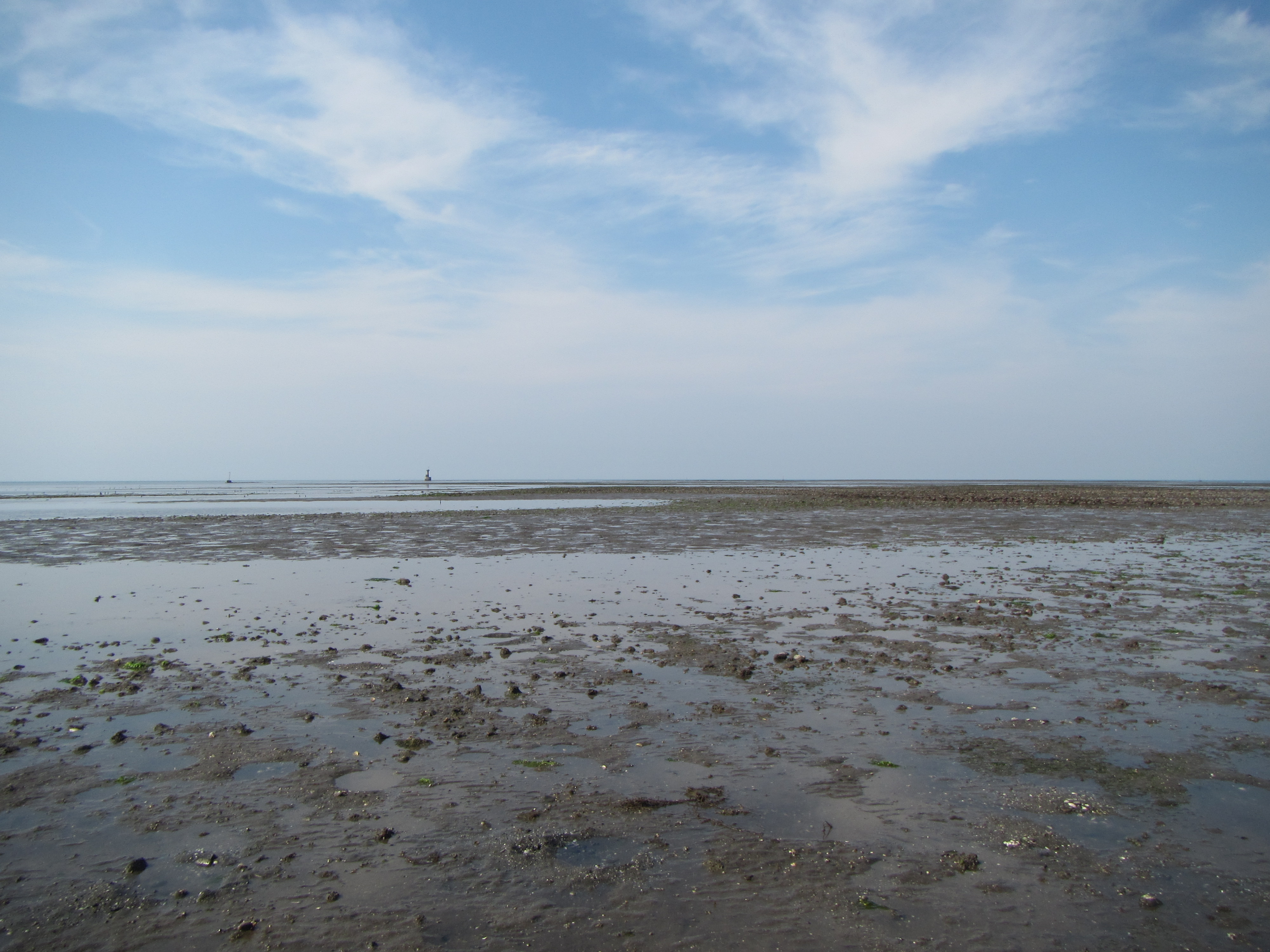
中津干潟の今津地区

## 生物相

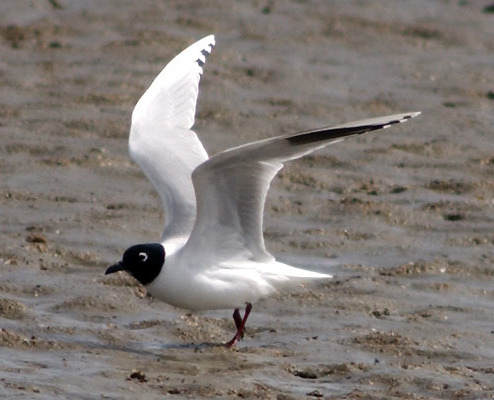
ズグロカモメ

中津干潟には、絶滅危惧種のズグロカモメが越冬し、渡りの時期にはシギやチドリが飛来する。また生きた化石といわれるカブトガニが多いことで知られ、絶滅が心配されるアオギス、ナメクジウオなどの生息地ともなっている。
足利由紀子が代表を務めるNPO法人水辺に遊ぶ会が2003年（平成15年）に刊行した調査報告書『中津干潟レポート2003』によると、中津干潟で確認されている生物は482種であり、このうち絶滅が心配されている生物が約166種とされている。
NPO法人水辺に遊ぶ会による2013年（平成25年）の調査では、814種（動物750種・植物64種）の生物の生息が確認された。このうち、絶滅危惧種が約29%（生息種では約27%）である。10年前の調査から生息している生物の数が大幅に増えているのは、観測精度の向上によるものである。

### 動物
鳥類では、シギ・チドリ類の生息が確認されている。その個体数は全国でも2～3位と多く、国内有数の飛来地である。シギやチドリ類は渡りの中継地として、ズグロカモメやクロツラヘラサギは越冬地として中津干潟を用いている。冬季には干潟にズグロカモメ、ダイゼン、ハマシギが集まり、ズグロカモメは水面のヤマトオサガニなどを捕食する。夏季から秋季にはダイゼン、ハマシギ、キアシシギ、キョウジョシギなどが見られ、ミヤコドリやコクガンが飛来する年もある。
甲殻類では、オサガニ・ヤマトオサガニ・コメツキガニ・イソガニ・マメコブシガニ・ガザミ（ワタリガニ）・テッポウエビ・カブトガニ・ヤドカリの生息が確認されている。
軟体動物類では、アサリ・ハマグリ・イチョウシラトリ・オキシジミ・マテガイ・ウミニナ・ヘナタリ・アラムシロガイ・イボキサゴ・ゴカイの生息が確認されている。
魚類では、ミミズハゼの生息が確認されている。

### 植物
植物では、ハママツナ、ハマサジ，コウボウムギ、フクドなどが観察されている。ハマサジやハママツナなどの塩性湿地植物は礁湖の縁にみられる。春季には紅色と白色のハマナデシコの群落が、夏季には青色のハマゴウの群落がみられる。

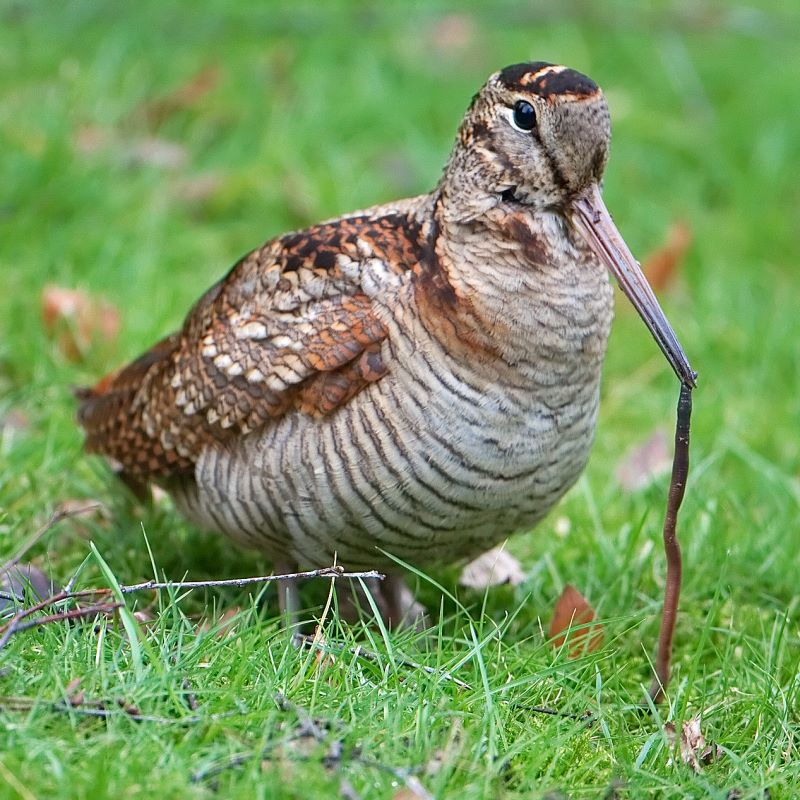
シギ
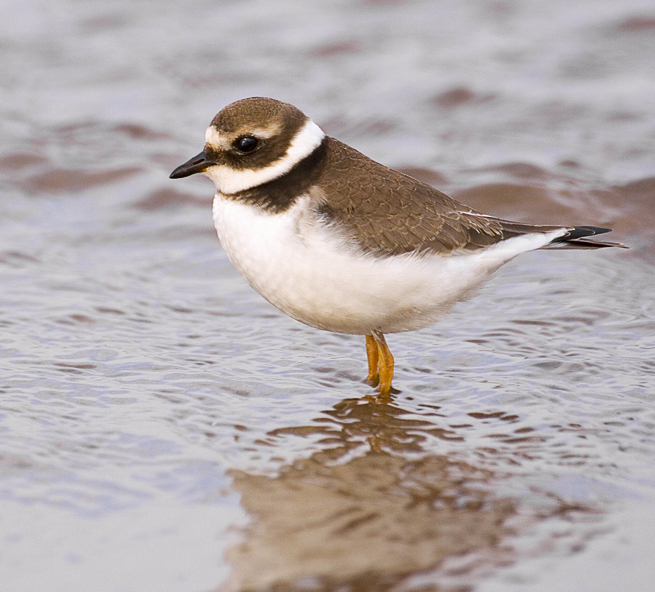
チドリ
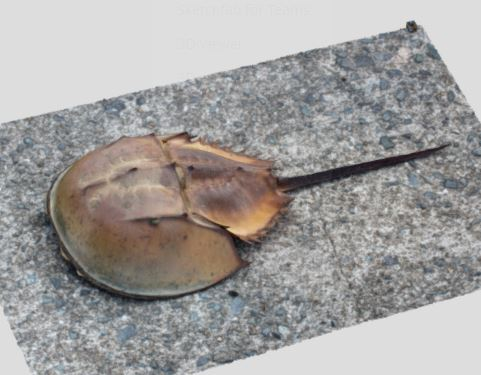
カブトガニ
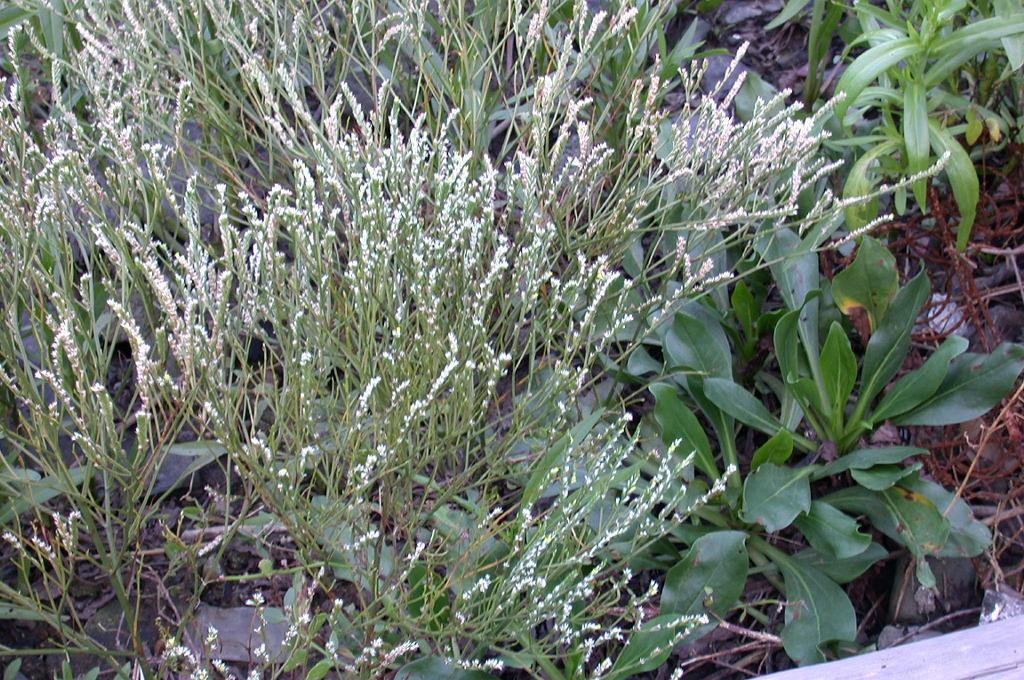
ハマサジ
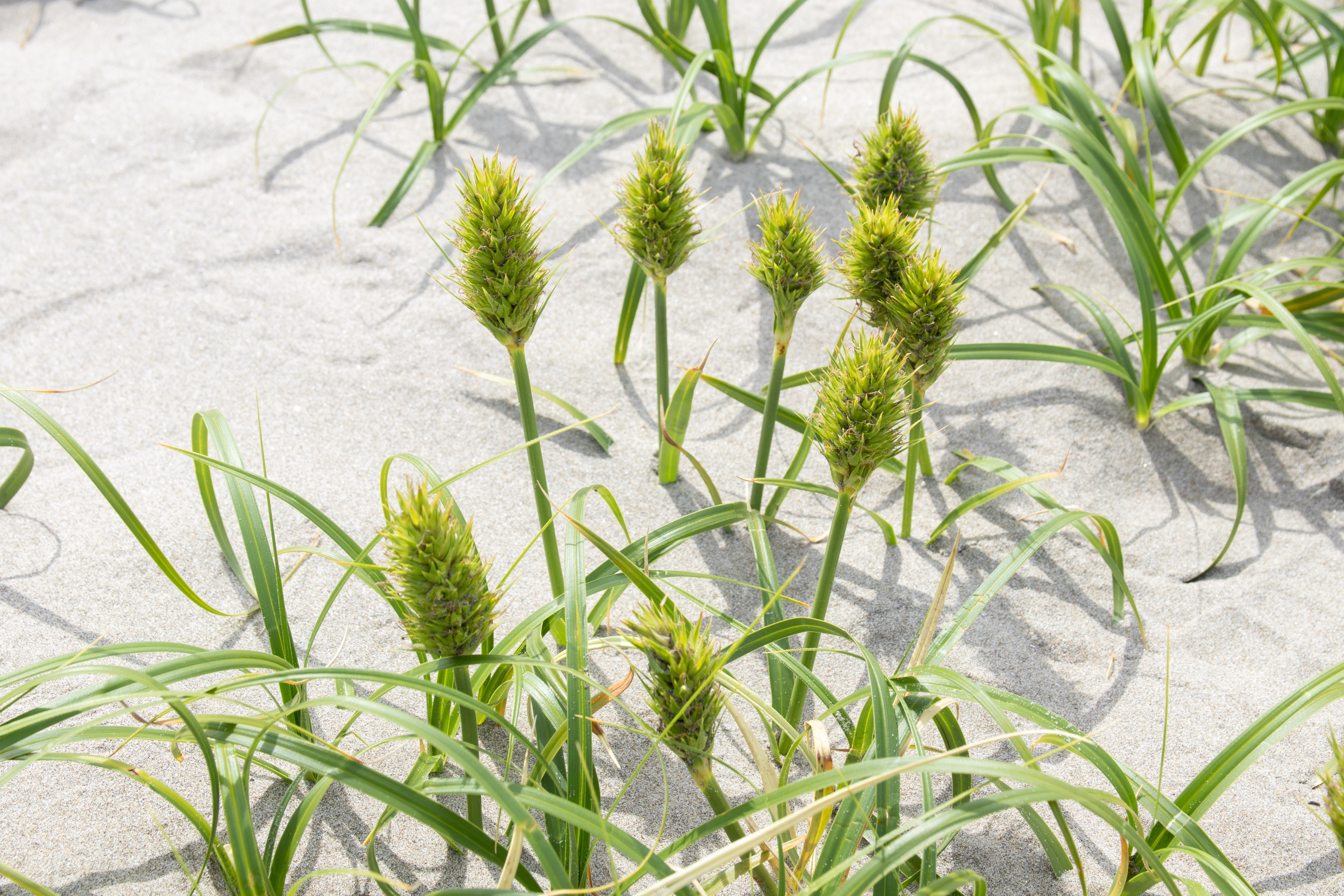
コウボウムギ

## 漁業

### 漁業環境
ノリの養殖やアサリ・キヌ貝などの採貝業のほか、干潟の特長を生かして古代漁法の一つである笹干見漁（ささひびりょう、後述）なども行われていた。2010年代には全国でも珍しい牡蠣（カキ）の干潟養殖も行われている。
2007年（平成19年）8月、アサリやノリ養殖の漁場に、台風5号の影響で流木や葦・笹などが大量に流入したり、20～30センチメートルの厚さでヘドロに埋まった状態になった。干潟にヘドロや漂着ゴミが溜まった前例はそれまで確認されたことがなかったため、漁業者と中津市や関係機関は事態を重く受け止め、漁場の回復措置が図られた。

### アサリ採集
中津干潟は1980年代にはアサリの宝庫として知られ、当時年間2万トン超、1985年度には2万5千トンの水揚げ量を記録するなどアサリの好漁場として知られた。しかし1990年代以降、漁獲量が急激に減少した。その原因として、山国川由来の栄養分の減少、地球温暖化による海底温度の上昇、ナルトビエイやチヌによる食害などあったと考えられている。平成期以降、こうした外敵の駆除や稚貝の養育などに努めているが、根本的な解決には至っていない。

### 笹干見漁
笹干見漁とは、沖に向けて竹を逆V字形に差し込んで並べ、潮の干満を利用して魚を突端の網に追い込む伝統的な漁法である。一辺が300メートルから500メートルになる大規模な仕掛けで、中津干潟では1960年（昭和35年）前後に最も盛んだった。中津市大新田沖などに十数基が設置された時代もあったが、やがてノリ漁が台頭し廃れた。2008年（平成20年）以降、NPO水辺に遊ぶ会と大分県漁協中津支店などが協働で漁法の復元に取り組んでいる。

### 牡蠣養殖
2012年（平成24年）、大分県漁業協同組合中津支店は牡蠣を籠に入れて水中に吊り下げる、干潟に適した「オーストラリア方式」を日本国内で初めて採用した。この牡蠣の試験養殖が軌道に乗ると、2014年度には事業として牡蠣養殖を本格化させ、「ひがた美人」のブランド名を付けて中津市の特産品として2014年（平成26年）12月から販売を開始した。

### 海苔養殖
海苔が特産であり、10月頃から冬にかけて養殖が行われている。海苔漁は「中津の冬の風物詩」と呼ばれている。

### アオノリ漁
河口域では冬にアオノリがとれる。かつては冬期に女性がアオノリ採りを行っていたため、仕事中に歌う労働歌も存在した。

### うなぎ漁
中津市はウナギの産地であり、干潟に流れ込んでいる川のそばには石を積んだうなぎ塚（別名アグラ）が見られる。

## NPO法人水辺に遊ぶ会
「NPO法人水辺に遊ぶ会」は、地域の自然を再発見し豊かな海と自然環境を未来に残すことを活動目的として設立されたNPO法人である。中津干潟をフィールドとして子どもと遊ぶことを皮切りに、大学や研究機関、GLAM等と連携しながら、観察会や学校での学習サポートなどを通じて中津干潟と水環境保護の啓発に力点を置いた様々な活動を行っている。
また、漁協などと協働して「中津干潟保全の会」を創会。里山の対となる言葉として里海を提唱し、環境省の「里海創生支援事業」の創設に影響を与え、日本全国で4カ所が選定されたその対象地域のひとつに中津干潟を加えた。2017年（平成29年）時点の理事長は足利由紀子。

### 歴史
1999年（平成11年）7月1日に任意団体として設立された。
2000年（平成12年）中津港大新田地区環境整備懇談会を設立し、以後、継続的に取り組む。
2002年（平成14年）、「中津干潟保全の会」や大分県漁業協同組合中津支店協働事業として、2012年（平成24年）まで水産庁環境生態系保全活動支援推進事業に取り組む。さらに2013年（平成25年）・2014年（平成26年）には大分県漁協中津支店のほか「中津干潟を元気にする会」と協働し、水産庁水産多面的機能発揮対策事業に取り組んだ。
2006年（平成18年）4月5日に法人格を取得。この年、大分県立歴史博物館との共催で「みんなの海 いのちあふれる豊前海干潟展」を開催する。
2008年（平成20年）、環境省の里海創生事業対象地に選出された。大分県漁協中津支店などと協働し、途絶えていた伝統漁業「笹干見（ササヒビ）漁」復元事業に取り組む。
2015年（平成27年）から2018年（平成30年）には大分県によって「地域を担うNPO協働モデル創出事業」に採択された。
2017年2月、遠距離を渡って中津干潟に飛来する鳥などの生態をまとめた調査報告書『中津干潟シギ・チドリ類レポート2016』を作成した。
2016年（平成28年）8月、活動拠点として「中津ネイチャーセンター ひがたらぼ」開業した。
2018年（平成30年）、中津干潟を研究フィールドとして活動する大学や民間研究者らの研究成果の発表の場を設けるとともに、市民や参加者同士の交流を促進し、若年世代に自然科学への興味を喚起することを目的とする有志の調査研究ネットワーク「中津干潟アカデミア」を発足した。
2019年（令和元年）、大分県は「おおいたの重要な自然共生地域」23カ所を選定し、中津干潟もそのひとつとして選定される。
2020年（令和2年）、会の創立記念日である7月1日を「中津干潟の日」と定め、干潟のごみ拾いなど清掃活動を通して啓発に努めた。
2021年（令和3年）と2022年（令和4年）には、「海と日本PROJECT協力」（日本財団・テレビ大分）に採択された。

### 主な活動
調査研究
中津干潟アカデミア・中津干潟周辺地域産生物目録・カブトガニ調査・渡り鳥調査・その他生物調査・地形調査・ヒアリング調査・古い写真や漁具の回収など。
アクティビティ
干潟観察会・アカテガニ観察会・渡り鳥観察会・川の観察会・ベッコウトンボ観察会・がたふぇす（干潟祭り）・ビーチクリーン・大新田海岸松林の再生活動・お魚ホネホネ教室・海苔すき体験など。

### 評価
2021年（令和3年）11月、中津干潟の保全活動への取り組みが評価され、日本河川協会が主催する日本水大賞で審査部会特別賞を受賞した。

## 現地情報
交通アクセス
- 公共交通機関 - JR日豊本線中津駅より、中津干潟の中心に位置する東浜まで車で5分[32]。